# Gemini 5
För andra betydelser, se Gemini.
För den svenska rockgruppen, se Gemini Five.
Gemini 5 var NASA:s tredje bemannade färd i Geminiprogrammet och nionde bemannade färden totalt. Astronauterna L. Gordon Cooper och Charles P. Conrad flög ombord. Färden genomfördes 21 - 29 augusti 1965 och varade i 190 timmar 55 minuter och 14 sekunder. 
Farkosten sköts upp med en Titan II-raket från Cape Kennedy Air Force Station.

### Fotnoter
1. ↑  ”NASA Space Science Data Coordinated Archive” (på engelska). NASA. https://nssdc.gsfc.nasa.gov/nmc/spacecraft/display.action?id=1965-068A. Läst 27 mars 2020.